# گمینا کامیونکا
گمینا کامیونکا (به لهستانی:  Gmina Kamionka) یک گمینا در لهستان است که در شهرستان لوبارتوف واقع شده‌است. گمینا کامیونکا ۱۱۱٫۸۵ کیلومتر مربع مساحت و ۶٬۴۴۸ نفر جمعیت دارد.